# Taranuiaster novaezealandiae
Taranuiaster novaezealandiae är en sjöstjärneart som beskrevs av McKnight 1973. Taranuiaster novaezealandiae ingår i släktet Taranuiaster och familjen trollsjöstjärnor.
Artens utbredningsområde är havet kring Nya Zeeland. Inga underarter finns listade i Catalogue of Life.